# Неслихан Атагюл
Неслихан Атагюл Доулу (на турски: Neslihan Atagül Doğulu) е турска актриса. Най-известна е с образа си на Нихан в сериала „Черна любов“. Също така е известна с ролята си на Нериман в сериала „Двете лица на Истанбул“ и на Наре в сериала „Дъщерята на посланика“.

## Биография
Неслихан Атагюл е родена на 20 август 1992 г. в Истанбул, Турция. От ранна възраст мечтата ѝ е да стане актриса и затова започва да посещава уроци по актьорско майсторство. След два месеца от записването ѝ в академия „Ерберк“ е избрана за телевизионна реклама.
Следва актьорско майсторство в университета „Йедитепе“.
През 2006 г. дебютира в първия си кинофилм, „Първа любов“, в който играе ролята на Бахар. Заради блестящото си представяне в проекта печели наградата „Обещаваща млада актриса“. По същото време се снима в семейна драма „Листопад“ в ролята на Дениз, дъщерята на Тахсин.
През 2011 г. се снима в сериала „Животът продължава“ в ролята на Ширин. Същата година участва в хитовия филм „Чистилището“ в образа на Зехра, като актьорската игра на Атагюл получава само добри отзиви.
През 2013 г. Неслихан се снима в сериала „Двете лица на Истанбул“ заедно с Кадир Доулу в ролята на Нериман, където се разказва за типичната история на Пепеляшка. Опознаването ѝ с Кадир Доулу води до свадбата им. 
Две години по-късно през 2015 г. участва в хитовия сериал „Черна любов“ заедно с Бурак Йозчивит, където изпълнява главната женска роля – на Нихан.
През март 2018 г. си партнира с Илкер Калели в минисериала „Дъно“, който се излъчва на интернет платформата Puhu TV.
През 2019 г. Неслихан Атагюл е избрана за главната женска роля в сериала „Дъщерята на посланика“, където се снима до средата на втория сезон. След това, според данни на известната турска журналистка Бирсен Алтунташ, Неслихан напуска сериала заради здравословни проблеми.

## Личен живот
По време на снимките на „Двете лица на Истанбул“ Неслихан се среща с Кадир Доулу, откъдето започва и голямата им любов. Двойката е заедно от 2013 г. и сключва брак на 8 юли 2016 г.

## Филмография

### Телевизия
| Година      | Заглавие               | Роля                                         |
| ----------- | ---------------------- | -------------------------------------------- |
| 2006 – 2010 | Листопад               | Дениз                                        |
| 2011        | Мили татко             | Пънар                                        |
| 2011        | Сърцето ми избра теб   | Мелис                                        |
| 2011 – 2012 | Животът продължава     | Ширин                                        |
| 2013 – 2014 | Двете лица на Истанбул | Нериман Солмаз / Арджаолу                    |
| 2015 – 2017 | Черна любов            | Нихан Сезин Козджуоулу / Нихан Сезин Сойдере |
| 2018        | Дъно                   | Билге                                        |
| 2019 – 2021 | Дъщерята на посланика  | Наре Челеби Ефеолу / Наре Челеби Ъшъклъ      |
| 2022 –2023  | В края на нощта        | Маджиде                                      |

### Кино
| Година | Заглавие    | Роля  |
| ------ | ----------- | ----- |
| 2006   | Първа любов | Бахар |
| 2011   | Чистилище   | Зехра |
| 2015   | Остави ме   | Елиф  |

## Награди и номинации
| Година | Категория                                 | Проект      |
| ------ | ----------------------------------------- | ----------- |
| 2007   | „Обещаваща млада актриса“                 | Първа любов |
| 2012   | „Най-добра женска роля“                   | Чистилище   |
| 2012   | „Обещаваща млада актриса сега и в бъдеще“ | Чистилище   |
| 2012   | „Най-добра актриса“                       | Чистилище   |
| 2012   | „Най-добро изпълнение“                    | Чистилище   |
| 2012   | „Най-добра актриса“                       | Чистилище   |
| 2013   | „En Genç Cadı“                            | Чистилище   |
| 2016   | „Актриса на годината“                     | Черна любов |
| 2016   | „Най-добра актриса в драма“               | Черна любов |